# فرنسيس جي. بيز
فرنسيس جي. بيز (بالإنجليزية: Francis G. Pease)‏ هو عالم فلك أمريكي، ولد في 14 يناير 1881 في كامبريدج في الولايات المتحدة، وتوفي في 7 فبراير 1938.